# 白河 (洛外)

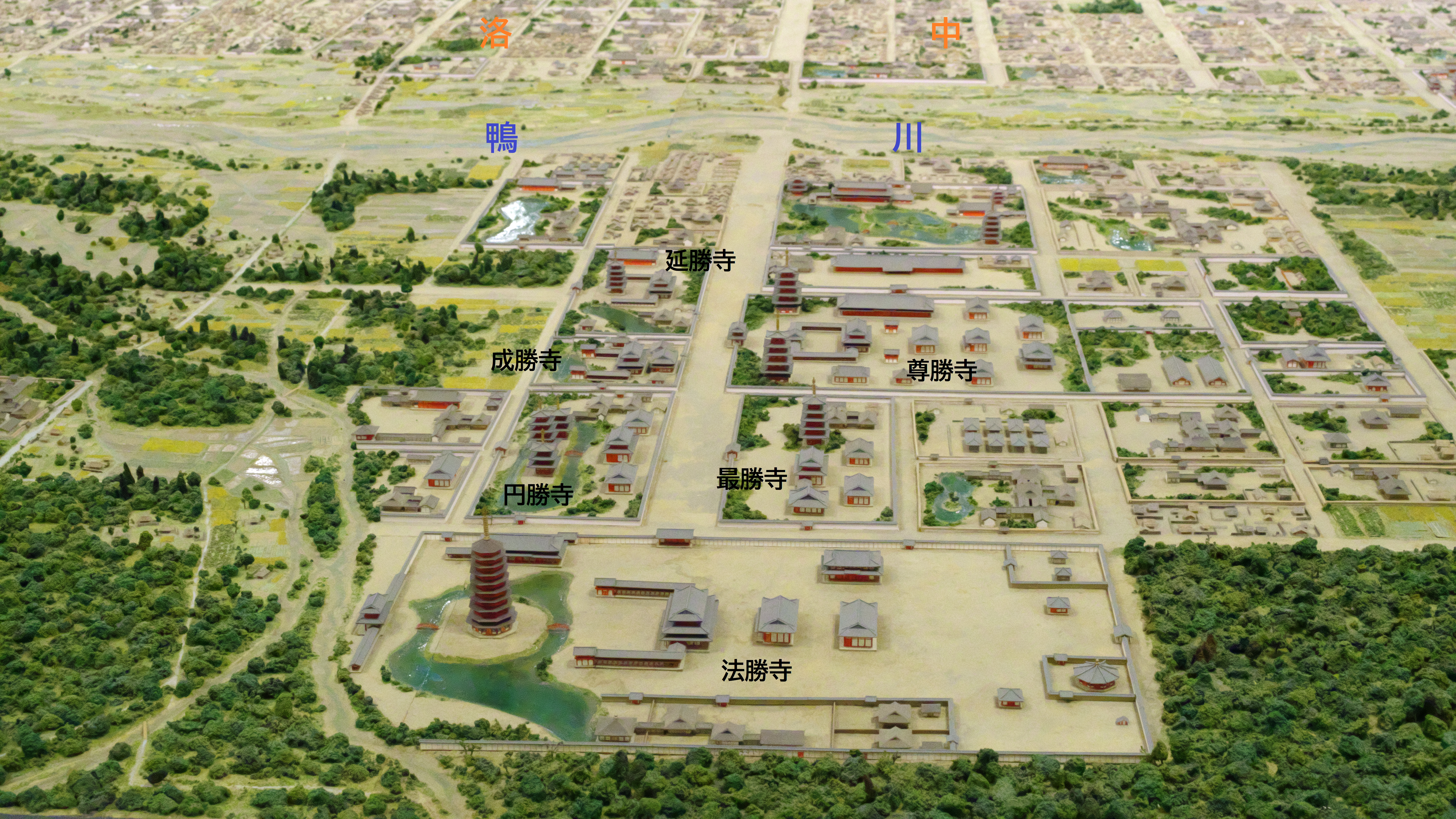
白河と六勝寺。東方より見る。京都市平安京創生館所蔵平安京1/1000模型の一部

白河（しらかわ、白川）は、かつて京都洛外、山城国愛宕郡に属していた白川流域を指す名称。本来は白川の南側地域のみを指していたが、後に北側地域も含むようになり南側を「南白河/下白河」北側を「北白河」・と称した（『山城名勝志』）。現在では京都市左京区に属するが、南白河は岡崎・北白河は北白川に分割されている。

## 領域
白河は、白川流域のうち、現在の左京区岡崎を中心として、北は北白川・東は東山・南は岡崎もしくは粟田口・西は鴨川に囲まれた地域とされている 。白川が形成した扇状地には縄文時代の住居跡が遺されるなど、有史以前から人間が居住していたと考えられている。

## 歴史

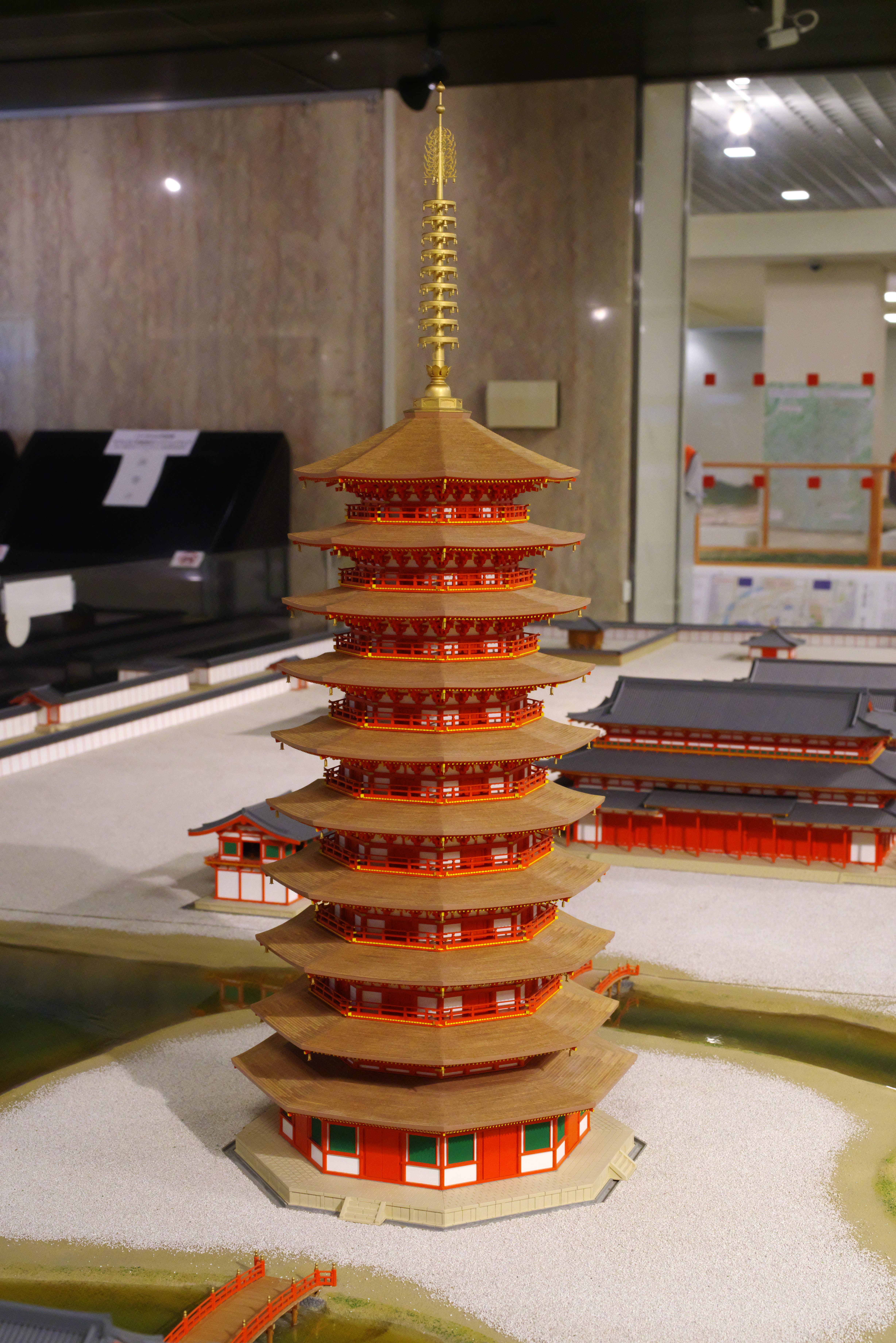
法勝寺九重塔模型

平安遷都直後の白河は鳥辺野などとともに葬送地であった。また、粟田口は逢坂関への入口であり、平安京から近江国を経て東国に至る道の起点として重要視された。また、白川上流の東山を越える山中越もこれを補完する経路として重要視された。
ところが、藤原良房が白河に別業（別荘）である白河殿を造営して以後、別業・寺院の建立が相次いだ。藤原道長は白河殿でしばしば観桜の宴（花見）などの四季の行事を行い、庶流にあたる藤原済時や藤原公任も白河に別業を設けたとされている。白河殿は藤原師実の代に時の白河天皇に献上される。白河天皇により、師実実兄の覚円を別当とした法勝寺が造営された。その後、歴代天皇・皇后によって建てられた5つの寺院とともに「六勝寺」と呼ばれた。在位の天皇・女院の御願寺は全て白河に建立されていたのも特徴的である。また、白河天皇は退位後の寛治4年（1090年）頃に旧の覚円の僧房を御所（白河泉殿）とし、続いて永久3年（1115年）に白河泉殿を改築して白河南殿を造営、更に元永元年（1118年）にはその隣接地に白河北殿を新造して2つの御所を行き来しながら院政を行った。白河が事実上の政治の中心となったため、本来は平安京の外であった白河が「京白河」と称された。だが、治承・寿永の乱（源平合戦）で交通の要所であった白河の地は荒廃し、窮民によって御所や寺院が荒らされていく様子が『玉葉』などに記されている。
鎌倉時代に入ると、白河の中心部は「岡崎」と称されるようになり、後鳥羽上皇が承元2年（1208年）に白河に御所を造営した際に「岡崎御所」と称されて（『百錬抄』）以後、岡崎という呼称も用いられるようになる。この時代には岡崎（白河）の住宅地化が進み、元来白河に含まれていなかった白川の北側もその地域的範疇に含めるようになる。また南禅寺も創建された。南北朝時代の法勝寺の火災も近くの民家火災によるとされている（『太平記』）。
室町時代には南白河においては、「岡崎」の呼称が定着し、「白河」という地名は白川の北側の「北白川」を指すようになっていく。だが、応仁の乱では岡崎が戦場となり、北白川も目前の東山に北白川城が築かれて度々攻防戦が行われるなど（北白川の戦い）、戦国時代の影響を確実に受けている。その一方で、北白川では水車による精米作業や「白川女」による花の行商などの活動で知られるようになる。
江戸時代には、北白川のみをもって「白川村」を構成し、明治以後も愛宕郡白川村に引き継がれていく。一方、岡崎は早くも明治21年（1888年）に京都市上京区（当時）に編入されて京都市の一部として市制確立を迎えている。明治29年（1896年）には平安神宮が創建されるなど、京都市中心部との一体化が進んだ。明治30年（1897年）に白川村内に京都帝国大学理学部が設置されると、北白川もまた学生街としての要素を帯び始めていく。大正7年（1918年）に白川村は京都市上京区に編入された。昭和4年（1929年）の京都市の区の再編に伴い、岡崎、北白川は左京区に属するようになった。

## 白河夜船
京都に旅行へ行ったと嘘をつく人が、この白河（白川）の地について聞かれ川のことだと思い、夜に船で通ったのでよく知らないと答え、嘘がばれたという逸話から、熟睡して前後を知らないことを白河夜船（しらかわよぶね・しらかわよふね、白川夜船とも）という。かつては、見たことがないものをさも見たことがあるかのように知ったかぶって言うことの意味にも用いられた。川柳「白河を夜舟で渡る高いびき」に由来する。
この故事を題名にして、吉本ばななが小説『白河夜船』（1989年）を発表している。2015年には映画が制作された。